# MADS-box
MADS-box es una familia de factores de transcripción basada en la similitud de las secuencias de sus genes.
El nombre «MADS-box» es un acrónimo formado a partir de los nombres de los genes en cuya secuencia fue identificada la caja MADS por primera vez: MCM1 (procedente de Saccharomyces cerevisiae); AGAMOUS (de Arabidopsis thaliana e implicado en su desarrollo floral); DEFICIENS (de Antirrhinum majus, donde interviene también en el desarrollo floral), y SRF (de Homo sapiens).
Estos factores de transcripción, propios de un buen número de eucariotas, destacándose su presencia en animales, plantas y en levaduras, poseen una gran importancia en su fisiología al regular distintas funciones. Como todos los factores de transcripción, los MADS-box interactúan con el ADN.
En cuanto a su estructura, las proteínas MADS-box poseen sus dominios de interacción con el ADN en su zona N-terminal (de unos 56 aminoácidos), si bien su zona C-terminal (de 30 aminoácidos) también es esencial para una unión eficiente. Como en el caso de otros factores de transcripción, puede requerir dimerización para ser funcionalmente activo, formando homodímeros o heterodímeros.
Estos genes tienen múltiples funciones, y están involucrados en el desarrollo floral de muchas plantas. Aunque los genes de caja HOX y MADS estaban presentes en el último ancestro común de plantas y animales, la familia de los genes de caja MADS opera en muchos de los principales procesos regulatorios del desarrollo de las plantas, pero no opera en los correspondientes de los animales. Sin embargo, los genes del tipo HOX son reguladores importantes del desarrollo tanto en plantas como en animales.
Los genes que sólo son transcritos en la parte vegetativa están localizados en la parte más basal del organismo, mientras que los genes involucrados en el desarrollo floral se expresan después.
En Arabidopsis thaliana se han identificado más de 80 genes diferentes del tipo MADS-Box3. Muchas plantas presentan regiones conservadas, tales como la K-box, que posee de 237 a 259 pb y se cree que está involucrada en la dimerización de proteínas. Aquellos genes MADS-BOX de plantas que posean esa caja K se conocen como genes MIK o MIKC. La estructura MIKC se ha visto en musgos y en otras embriofitas.
La función más conocida de estos genes es la que da lugar al modelo ABC del desarrollo floral. Hasta ahora se distinguen 5 genes diferentes involucrados en la identidad floral de Arabidopsis: APETALA 1 (AP1), APETALA2 (AP2), APETALA3 (AP3), PISTILLATA (P1) Y AGAMOUS (AG). La clase A es codificada por APETALA1 y APETALA2. La pérdida de función de la clase A resulta en la formación de carpelos en vez de sépalos en el primer verticilo, y estambres en vez de pétalos en el segundo verticilo. La clase B está compuesta por APETALA3 y PISTILLATA: esta clase, junto con la clase C, da lugar al estambre. La clase C solo incluye el gen AGAMOUS, y da origen al carpelo.

## Funciones de las cajas MADS en otros organismos
- En Saccharomyces cerevisiae se encuentran cuatro proteínas de caja MADS: Mcm1 (involucrado en el control del metabolismo de la arginina), Arg80 (únicamente requerido para la represión de genes anabólicos de la arginina y la inducción de genes catabólicos de ella),[8] Rlm1 (controla la expresión de genes requeridos para la integridad de la pared),[9] y Smp1 (involucrado en la respuesta del estrés osmótico mediada por la señal de transducción de HOG1).[10]

- En los animales, el factor de respuesta al suero se expresa en un rango amplio de células, y fue identificado como una proteína que regula la activación de la serina expresada por el gen C-Fos12. También se ha encontrado en promotores de muchos genes musculares como regulador de la diferenciación muscular.[11]

- En las gimnospermas, los helechos y los musgos tienen muchos papeles, tales como regular la transición vegetativa de la fase juvenil a la fase reproductiva y regular el desarrollo de óvulos, de raíces y de frutos.[12]

## Clasificación y filogenia de los genes de caja MADS
Se cree que los genes de las caja MADS surgieron como mínimo hace 1000 millones de años. Los árboles filogenéticos indican que algunas diferenciaciones evolutivas que dieron lugar a distintas estirpes que hoy entendemos como subfamilias supusieron algunas duplicaciones de genes adicionales que hicieron posible un incremento en el número de genes de caja MADS. Sin embargo, muchos mecanismos moleculares de diversificación de genes de caja MADS fueron ampliamente extendidos durante la evolución de los animales y durante la de los vegetales. Se sabe que las secuencias de los dominios MADS divergieron mucho más rápido en las plantas que en los animales, y la duplicación génica junto con la diversificación de la secuencia fue extensivamente usada para la creación de nuevos genes durante la evolución de las plantas, y resultó en un número relativamente largo de genes interactuando. Por ejemplo, los casos de duplicación génica más tempranos que ocurrieron en AP3/PI, AG/STK y subfamilias de SEP de los genes de las cajas MADS coincidieron con el surgimiento de las primeras plantas con flor.
No se ha llegado aún a precisar el origen de la familia de genes DE caja MADS. Algunas proteínas bacterianas, tales como los miembros de la familia UspA, que son proteínas implicadas en la respuesta al estrés ambiental en Escherichia coli y Haemophilus influenzae, contienen secuencias cortas extendidas que pudieron ser homólogas de partes del dominio MADS.
Se piensa que el precursor del dominio del tipo MAD evolucionó antes de la separación de los linajes procariotas y eucariotas: aproximadamente, 3.5 millones de años atrás.
La familia de los genes MADS-box se divide en tres grandes clados: ARG80 o familia génica SRF, MEF2 y MIKC22. El empleo de relojes moleculares ha sugerido que el tipo MIKC empezó a divergir unos 500 millones de años antes de la separación de los helechos y las plantas con semilla. La presencia de al menos dos tipos diferentes de genes MIKC en el último ancestro común de helechos y plantas con semilla fue hace 400 millones de años, en el Ordovícico, período del que se considera que fue cuando se produjo la colonización de la tierra por parte de las plantas.